# Сакіпа
Сакіпа (*кит.: 思機發, бірм. သိုကျိန်ဘွားာ, тай-ниа:ᥔᥫᥴ ᥐᥤ ᥜᥣᥳ; д/н — 1454) — 9-й володар держави Муанг Мао у 1442—1450 роках. У китайців відомий як Сі Цзіфа, у бірманців — Точейнбва.

## Життєпис
Син саофа Сонганпа. Брав участь у війнах проти імперії Мін у 1436—1438 і 1441 роках. Після поразки разом з батьком  у 1442 році втік до царства Ава, де з іншими членами родини був арештований. Невдовзі втік й повернувся до Муанг Мао, ставши новим саофа.

Війна з імперією Мін у 1443—1444 роках

Щоб виграти час відправив свого брата Чжаосая до китайських чиновнкиів з пропозицією замирення. Поки йшли перемовини підготував війська й 1443 року почав бойові дії проти загарбників. Разом з тим уклав мирний договір з аваським царем Нарапаті I, сподіваючись від нього отримати військову допомогу проти Мін. За фактом війська шанського князівства Сенві (васала Ави) почали атаки китайців в Муанг Мао. Проти шанів виступив мінський полководець Ван Цзі. Сакіпа перейшов до партизанської тактики. З 1444 року неодноразово надсилав данину Міну з проханням про помилування, але безуспішно.

Бойові дії 1449 року

У березні 1449 року проти нього виступила нова 130-тисячна мінська армія. Втім через погане забезпечення та організацію супротивника Сакіпа деякий час чинив спротив, але 1450 року зазнав остаточної поразки та потрапив у полон. Новим саофа було обрано його брата Тобокбва. Колишній правитель помер десь в столичній префектурі Шуньтянь.